# The Rentals
I The Rentals sono un gruppo musicale statunitense fondato nel 1995 da Matt Sharp, noto anche come bassista del gruppo Weezer.
Sharp è l'unico membro stabile della band dalla sua formazione; insieme a lui si sono affiancati numerosi musicisti tra cui Sara Radle, Patrick Wilson, Petra Haden, Rachel Haden, Maya Rudolph, Ryen Slegr, Patrick Carney e Cherielynn Westrich.
Il gruppo ha pubblicato due album in studio prima di intraprendere una pausa nel 1999. Si è poi riformato nel 2005 pubblicato alcuni EP tra il 2007 ed il 2009 e un nuovo album nel 2014.
Dal 2018 il gruppo è composto da Matt Sharp, Nick Zinner e Ronnie Vannucci Jr..

## Formazione
- Matt Sharp
- Nick Zinner (in formazione dal 2018)
- Ronnie Vannucci Jr. (in formazione dal 2018)

## Discografia

### Album in studio
- 1995 - Return of the Rentals (Maverick/Reprise/Warner Bros.)
- 1999 - Seven More Minutes (Maverick/Warner Bros.)
- 2014 - Lost in Alphaville (Polyvinyl Record Co.)
- 2020 - Q36

### EP
- 2007 - The Last Little Life EP (Boompa)
- 2009 - Songs About Time: Chapter One: The Story of a Thousand Seasons Past
- 2009 - Songs About Time: Chapter Two: It's Time to Come Home
- 2009 - Songs About Time: Chapter Three: The Future